# Pehr Henrik Ling

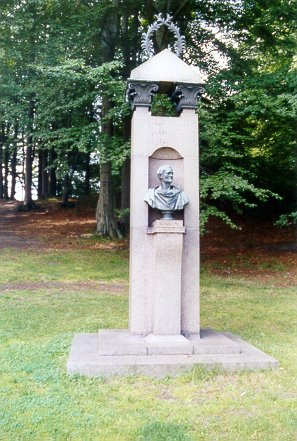
Popiersie Pehra Henrika Linga w Göteborgu

Per Henrik Ling (ur. 15 listopada 1776 w Södra Ljunga, zm. 3 maja 1839 w Sztokholmie) – szwedzki propagator gimnastyki leczniczej.

## Życiorys
Był synem ministra Larsa Petera Linga oraz prapraprawnukiem słynnego szwedzkiego naukowca Olofa Rudbecka (1630-1702), odkrywcy systemu limfatycznego u człowieka. Po ukończeniu gimnazjum w Växjö w 1792, rozpoczął studia teologiczne na Uniwersytecie Lund, jednak przeniósł się na Uniwersytet w Uppsali, gdzie zdobył dyplom w 1797. Na siedem lat opuścił kraj: podczas swojej pierwszej podróży poznał, późniejszego przyjaciela, Chińczyka, który uprawiał sztuki walki oraz sztukę Tui na. Wkrótce w Kopenhadze, gdzie Ling studiował oraz nauczał języków nowożytnych, zostali także partnerami w szermierce. Podczas swoich pierwszych czterech lat podróży, Ling wiele nauczył się od swojego chińskiego przyjaciela – głównie na temat sztuk walki, ćwiczeń oraz filozofii traktujących o zdrowiu, które zafascynowały go głównie ze względu na ich dużą skuteczność. Jego podróże zaprowadziły go do Niemiec, Francji i Anglii – w czasie ich trwania nadal poszerzał swoją wiedzę na temat „gimnastyki” i ćwiczeń opracowanych przez jego przyjaciela, mających na celu poprawę siły, gibkości oraz ogólnej kondycji.
Kłopoty finansowe, urazy stawów oraz reumatyzm zmusiły go do powrotu do Szwecji, gdzie przez pewien czas leczył się, stosując ćwiczenia, których wcześniej się nauczył, polegające na uciskaniu, ciągnięciu i ściskaniu. Zaczął nauczać tej sztuki w Lund, po czym został mianowany mistrzem szermierki na Uniwersytecie w Uppsali (1805). Zauważył, że codzienne ćwiczenia jakie stosował, całkowicie odbudowały jego kondycję zdrowotną i zaczął poważnie myśleć nad zastosowaniem tych samych ćwiczeń dla korzyści innych osób. Widział możliwość dostosowania tych technik do promocji zdrowia, dlatego zaczął uczęszczać na lekcje anatomii i fizjologii, przechodząc w końcu przez kompletny kurs dla lekarzy. Wtedy opracował system ćwiczeń i gimnastyki, wydzielając w nim cztery gałęzie: (1) pedagogiczny, (2) medyczny, (3) wojskowy, (4) estetyczny. Przedstawił w nich naukowe podstawy, wymagane przez środowisko medyczne, by zaakceptowało ono opracowane przez niego metody. Po wielu próbach zainteresowania nimi szwedzkiego rządu, w końcu w 1813 Ling podjął z nim współpracę, tworząc w Sztokholmie Królewski Centralny Instytut Gimnastyczny. 
Ortodoksyjni przedstawiciele świata medycznego oczywiście nie zgadzali się z opinią Linga i jego wychowanków, nie wierząc, że schorzenia można leczyć niczym więcej niż dobrze dobranymi ćwiczeniami lub umiejętnie wykonanym masażem. Jednak fakt, że w 1831 Ling został wybrany członkiem stowarzyszenia Swedish General Medical Association (Svenska läkaresällskapet) pokazuje, że jego metody były w Szwecji uznawane. W 1835 został członkiem Szwedzkiej Akademii i tego samego roku zyskał tytuł profesora.

## Spuścizna
Po jego śmierci dyrektorem Instytutu został Lars Gabriel Branting (1799-1881), natomiast wicedyrektorem – August Georgii. Syn Linga, Hjalmar Ling (1820-1886), przez wiele lat działał w stowarzyszeniu z nimi. Wszyscy wymienieni, wraz z Majorem Thure Brandt, który od 1861 specjalizował się w leczeniu kobiet przez stosowanie gimnastyki w ginekologii, uważani są za pionierów szwedzkiej gimnastyki leczniczej.
Największy wpływ na pracę Linga miał niewątpliwie jego kolega z Chin, który wprowadził go w tajniki Tui na i sztuk walki. Johan Georg Mezger (1838-1909) opracował zredukowany zestaw technik Linga zwany masażem szwedzkim. Tymi technikami są effleurage (długie, posuwiste pociągnięcia), petrissage (unoszenie i ugniatanie mięśni), friction (mocne i głębokie, okrężne ruchy pocierające), tapotement (klepanie) i vibration (dynamiczne potrząsanie lub wprawianie w wibracje określonych mięśni). Przedstawione techniki są również podstawą Tui na i masażu chińskiego.
Ling i jego wcześniejsi asystenci nie zostawili właściwej dokumentacji prowadzonych przez nich kuracji, a większość zapisów jednych terapeutów pozostaje w sprzeczności z zapisami innych, co doprowadziło do rozwoju dwóch kierunków w szwedzkiej gimnastyce: konserwatywnego (niektóre formy ćwiczeń gimnastycznych zależały od wymogów ortodoksyjnej medycyny) oraz progresywnego (ćwiczenia zastępowały każdy inny rodzaj leczenia. Przedstawicielem tego kierunku został Henrik Kellgren).
Zostały opublikowane również inne warianty filozofii Linga: Handbook of Medical Gymnastics (edycja angielska, 1899), została opublikowana przez Andersa Wide w Sztokholmie oraz system Henrika Kellgrena (1837-1916), który mimo bazowania na systemie Linga, znacznie go rozbudował. Został on opisany w The Elements of Kellgren’s Manual Treatment (1903) przez Edgara F. Cyriaxa.